# ヨハン・ラッテンフーバー
ヨハン・ラッテンフーバー（Johann Rattenhuber, 1897年4月30日 - 1957年6月30日）は、アドルフ・ヒトラーの個人警察隊RSDの指揮官、親衛隊中将。

## 来歴

### 入党前
1897年にミュンヘン郊外のオーバーハーヒングで生まれる。第一次世界大戦中はバイエルン軍第16歩兵連隊、1917年9月14日からは士官候補生として第13歩兵連隊に転属し、1918年11月まで西部戦線で戦った。1918年10月に少尉に昇進、1918年12月に一級鉄十字章を授与されたラッテンフーバーは、部隊と共にインゴルシュタットに戻った。戦後は共和国軍の、第42狙撃連隊（Reichswehr-Schützen-Regiment 42）に属しドイツ義勇軍にも参加した。
1920年にバイロイトの秩序警察に奉職、1922年にはミュンヘンの警察へ異動した。この頃のラッテンフーバーは、警察官として過激派のナチ党員や突撃隊員の逮捕、取締を行っていた。

### RSD長官
1933年にバイエルン州警察長官ハインリヒ・ヒムラーの副官となる。3月15日、ベルリンにてアドルフ・ヒトラーの個人警護部隊を立ち上げる任務を受け、3月15日に「Führerschutzkommando（総統護衛隊）」を立ち上げた。この部隊はヒトラーだけではなく、ナチス・ドイツの要人警護も担当したため、1935年8月1日に「Reichssicherheitsdienst（国家保安局）」(RSD)と改名された。ラッテンフーバーは一貫してヒトラー警護の任務に就き、ヴォルフスシャンツェを始めとする総統大本営や総統官邸の警備を行った。以来、ラッテンフーバーはヒトラーの個人警護に責任を持つ重要人物としての地位を固めるようになる。
1934年のレーム事件の後、ラッテンフーバとRSD職員はSSに組み込まれ（隊員番号52,877）、警察の階級に対応するSS階級を取得した。また、1935年にはナチ党へ入党している（党員番号3,212,449）。
1942年1月、ヒトラーが夏に視察する予定のウクライナ・ヴィーンヌィツャを訪れて現地の親衛隊幹部と会談し、ヒトラーが視察に訪れる前にユダヤ人を一掃するように指示した。これを受けた親衛隊少佐フリードリヒ・シュミット（Friedrich Schmidt）は1月10日に227人のユダヤ人を殺害し、7月のヒトラー到着前日に再びユダヤ人を殺害している。

### 総統地下壕
1945年1月16日、ヒトラーが総統地下壕に入ると、ラッテンフーバーも同行し地下壕での警護任務に就き、2月24日に親衛隊中将に昇進する。4月28日、ヒムラーが独断で連合国と和平交渉を行っていたことが発覚し、ヒトラーはラッテンフーバーを臨時軍事法廷の判事に任命し、ヴィルヘルム・モーンケ、ハンス・クレープス、ヴィルヘルム・ブルクドルフと共にヒムラーの側近ヘルマン・フェーゲラインの裁判を行った。しかし、フェーゲラインは泥酔状態で裁判を行える状態ではなかったため、モーンケの主張により裁判が閉廷され、フェーゲラインはラッテンフーバーに引き渡された。ラッテンフーバーは腹心のペーター・ヘーグルに処置を任せ、フェーゲラインは銃殺された。
4月29日午後10時、ラッテンフーバーはヒトラーに呼び出された。後年の証言によると、ヒトラーはラッテンフーバーに以下のように伝えたという。
4月30日、ヒトラーが自殺した後、ラッテンフーバーは地上に出て、ヘーグル、エヴァルト・リンドロフ、ハンス・ライザー(Hans Reisser)、ハインツ・リンゲ、オットー・ギュンシェがヒトラーとエヴァ・ブラウンの遺体を焼却するのを目撃した。5月1日、ラッテンフーバーは地下壕の人々と共にベルリン脱出を決行したが、翌2日にソ連軍の捕虜となった。1951年11月16日までロシアの捕虜収容所に収容され、ヒトラーの自殺に関する厳しい尋問を受けた（この時の尋問記録は2000年になって出版された）。

### 死去
1952年2月15日、モスクワ軍管区の裁判所で懲役25年の判決を受けるが、1955年9月にソビエト連邦最高会議の指示により釈放が決定し、10月10日に釈放されて東ドイツに引き渡された。翌1956年に西ドイツへの帰国を許され、1957年にミュンヘンで死去。

## 階級
- 士官候補生（1916年）
- 陸軍少尉（1918年10月）
- 陸軍中尉（1925年8月1日）
- 警察大尉（1933年6月1日）
- SS及び警察少佐（1934年4月20日）
- SS中佐（1934年7月4日）
- SS大佐（1935年9月15日）
- SS上級大佐（ 1942年4月20日）
- SS及び警察少将（1944年1月30日）
- SS及び警察中将（1945年2月24日）

## 栄典
- 2等剣付きバイエルン戦功十字章（英語版）
- 名誉十字章
- 剣付きハンガリー退役軍人記念章（ドイツ語版）
- 黄金党員名誉章
- ナチ党勤続章勤続15年銀章
- 親衛隊勤続章8年
- 警察勤続章（ドイツ語版）25年
- 1等ドイツオリンピック勲章（英語版）
- 親衛隊名誉リング
- 親衛隊全国指導者名誉長剣
- 突撃隊体力検定章金章
- 国家体力検定章（英語版）金章
- 1938年3月13日記念メダル
- 1938年10月1日記念メダル
- 剣付きフィンランド解放十字章（ドイツ語版）